# Saša Božičić
Saša Božičić, slovenski nogometaš, * 8. marec 1983, Izola.
Božičić je nekdanji slovenski profesionalni nogometaš, ki je igral na položaju vezista. V svoji karieri je igral za slovenske klube Koper, Maribor, Primorje, Krka in Bonifika Izola ter ob koncu kariere za italijanska Vesna in Sistiana Sesljan. Skupno je v prvi slovenski ligi odigral 216 tekem in dosegel 14 golov, največ za Koper, s katerim je osvojil po en naslov državnega prvaka, pokalnega zmagovalca in SuperPokal. Bil je tudi član slovenske reprezentance do 16, 17, 18, 20 in 21 let.